# كلب رنة لابي
كلب الرنة اللابوني (بالفنلندية: Lapinporokoira؛ بالإنكليزية: Lapland Reindeer dog أو Lapponian Herder) سلالة كلاب من فنلندا، واحدة من سلالات لابهوند الثلاثة تطورت من نوع من الكلاب التي استخدمها قوم سامي في رعي الرنة وحراستها.